# باربورا شبوتاكوفا
باربورا شبوتاكوفا (ولدت في 30 يونيو 1981) هي لاعبة ألعاب القوى تشيكية تنافست في رمي الرمح. وهي بطلة أولمبية مرتين وبطلة العالم ثلاث مرات، فضلاً عن كونها حاملة رقم قياسي عالمي برمية 72.28 مترًا. أعلنت باربورا في 9 سبتمبر 2022 اعتزالها ممارسة الرياضة الاحترافية. منذ أبريل 2024، أصبحت نائبة رئيس الاتحاد التشيكي لألعاب القوى.
أصبحت بطلة أولمبية في دورة الألعاب الأولمبية الصيفية 2008 في بكين وفي دورة الألعاب الأولمبية الصيفية 2012 في لندن. وهكذا دافعت عن الميدالية الذهبية كأول رمية رمح منذ روث فوكس في عام 1976. وفازت ببطولة العالم ثلاث مرات وسيطرت على البطولات الأوروبية في عام 2014. وفازت بما مجموعه 11 ميدالية في أفضل المسابقات العالمية، تاريخيًا أكثر من أي رياضية تشيكية.
في عام 2008، حصلت على جائزة جيري جوث-جاركوفسكي. وفي عامي 2008 و2012، فازت بجائزة أفضل رياضية تشيكية لهذا العام. بين عامي 2007 و2017، فازت بجائزة أفضل رياضية تشيكية لهذا العام تسع مرات. وفي عام 2012، منحها رئيس الجمهورية فاتسلاف كلاوس وسام الاستحقاق.

## مسيرتها الرياضية
كانت شبوتاكوفا لاعبة سباعية في بداية مسيرتها المهنية، وحصلت على المركز الرابع في بطولة العالم للناشئين عام 2000. كما فازت أيضًا بالاجتماع الدولي للأحداث المشتركة في هيكسهام عام 2000 قبل أن تواصل الدراسة في الولايات المتحدة وتتخصص في رمي الرمح. كانت لاعبة أمريكية خلال موسمها الوحيد في جامعة مينيسوتا في 2001-2002، وفازت بالميدالية الفضية في بطولة أوروبا عام 2006 في جوتنبرج.
حسّنت شبوتاكوفا الرقم القياسي الوطني التشيكي (66.21 مترًا سابقًا، والذي احتفظت به منذ عام 2006) مرتين في نهائي بطولة العالم 2007 في أوساكا. حيث تقدمت مبكرًا بـ 66.40 مترًا في المحاولة الأولى وحصلت على الميدالية الذهبية في المحاولة الثالثة (67.07 مترًا) قبل الألمانية كريستينا أوبيرجفول (66.46 مترًا). أصبحت شبوتاكوفا سابع امرأة في العالم تصل إلى علامة 67 مترًا. في أولمبياد 2008، فازت بالميدالية الذهبية، حيث تقدمت برميتها الأخيرة، 71.42 مترًا، والتي سجلت رقمًا قياسيًا أوروبيًا جديدًا. في نهائي بطولة العالم لألعاب القوى 2008 في 13 سبتمبر 2008، حطمت شبوتاكوفا الرقم القياسي العالمي في الجولة الأولى لتفوز بالمسابقة برمية 72.28 مترًا.
حتى نهاية موسم 2010 كانت تحت تدريب رودولف سيرني، الذي قادها من مستوى النخبة الوطنية في السباعي إلى الرقم القياسي العالمي في رمي الرمح للسيدات. قبل موسم 2011، أُعلن أن يان زيليزني سيتولى تدريبها. فازت بالتصويت السنوي للاتحاد التشيكي لـ "رياضي العام" للعام الرابع على التوالي في نهاية عام 2010. ثم فازت به مرة أخرى في عام 2011، مما جعلها تفوز به لمدة خمس سنوات متتالية. فازت بميداليتها الذهبية الأولمبية الثانية في أولمبياد لندن 2012.
أنجبت شبوتاكوفا ابنًا في مايو 2013 ولم تنافس في بطولة العالم في موسكو في وقت لاحق من ذلك العام. في عام 2014 فازت بالبطولة الأوروبية في زيورخ، سويسرا برمية 64.41 مترًا.
اجتمعت سبوتاكوفا مجددًا مع مدربها السابق رودولف تشيرني في عام 2015 للتدرب على دورة الألعاب الأولمبية في ريو دي جانيرو عام 2016، حيث فازت بالميدالية البرونزية برمية 64.80 مترًا.

## الإنجازات
| العام                | المسابقة                                | المكان                  | المركز               | ملاحظة                    |                      |
| تمثيل جمهورية التشيك | تمثيل جمهورية التشيك                    | تمثيل جمهورية التشيك    | تمثيل جمهورية التشيك | تمثيل جمهورية التشيك      | تمثيل جمهورية التشيك |
| -------------------- | --------------------------------------- | ----------------------- | -------------------- | ------------------------- | -------------------- |
| 2000                 | بطولة العالم للناشئين                   | سانتياغو، تشيلي         | المركز الرابع        | 5689 نقطة (سباعي السيدات) |                      |
| 2003                 | بطولة أوروبا لألعاب القوى تحت 23 سنة    | بيدغوشتش، بولندا        | المركز السادس        | 56.65 متر                 |                      |
| 2004                 | الألعاب الأولمبية                       | أثينا، اليونان          | الثالثة والعشرون     | 58.20 متر                 |                      |
| 2005                 | الألعاب الجامعية                        | إزمير، تركيا            | المركز الأول         | 60.73 متر                 |                      |
| 2005                 | نهائي ألعاب القوى العالمي               | مونتي كارلو، موناكو     | المركز الخامس        | 61.60 متر                 |                      |
| 2006                 | بطولة أوروبا                            | جوتنبرج، السويد         | المركز الثاني        | 66.12 متر (PB)            |                      |
| 2006                 | نهائي بطولة العالم لألعاب القوى         | شتوتغارت، ألمانيا       | المركز الأول         | 66.21 متر (NR)            |                      |
| 2007                 | بطولة العالم                            | أوساكا، اليابان         | المركز الأول         | 67.07 متر (NR)            |                      |
| 2007                 | نهائي بطولة العالم لألعاب القوى         | شتوتغارت، ألمانيا       | المركز الأول         | 67.12 متر (NR)            |                      |
| 2008                 | الألعاب الأولمبية                       | بكين، الصين             | المركز الأول         | 71.42 متر (AR)            |                      |
| 2008                 | نهائي بطولة العالم لألعاب القوى         | شتوتغارت، ألمانيا       | المركز الأول         | 72.28 متر (WR)            |                      |
| 2009                 | بطولة العالم                            | برلين، ألمانيا          | المركز الثاني        | 66.42 متر                 |                      |
| 2009                 | نهائي بطولة العالم لألعاب القوى         | سالونيك، اليونان        | المركز الثاني        | 63.45 متر                 |                      |
| 2010                 | بطولة أوروبا                            | برشلونة، إسبانيا        | المركز الثالث        | 65.36 متر                 |                      |
| 2011                 | بطولة العالم                            | دايجو، كوريا الجنوبية   | المركز الأول         | 71.58 متر                 |                      |
| 2012                 | الألعاب الأولمبية الألعاب               | لندن، المملكة المتحدة   | المركز الأول         | 69.55 متر                 |                      |
| 2014                 | بطولة أوروبا                            | زيورخ، سويسرا           | المركز الأول         | 64.41 متر                 |                      |
| 2014                 | كأس القارات للاتحاد الدولي لألعاب القوى | مراكش، المغرب           | المركز الأول         | 65.52 متر                 |                      |
| 2015                 | بطولة العالم                            | بكين، الصين             | المركز التاسع        | 60.08 متر                 |                      |
| 2016                 | الألعاب الأولمبية                       | ريو دي جانيرو، البرازيل | المركز الثالث        | 64.80 متر                 |                      |
| 2017                 | بطولة العالم                            | لندن، المملكة المتحدة   | المركز الأول         | 66.76 متر                 |                      |
| 2019                 | بطولة العالم                            | الدوحة، قطر             | المركز التاسع        | 59.87 متر                 |                      |
| 2021                 | الألعاب الأولمبية                       | طوكيو، اليابان          | المركز الرابع عشر    | 60.52 متر                 |                      |
| 2022                 | بطولات الألعاب الأوروبية                | ميونيخ، ألمانيا         | المركز الثالث        | 60.68 متر                 |                      |